# Bug Films

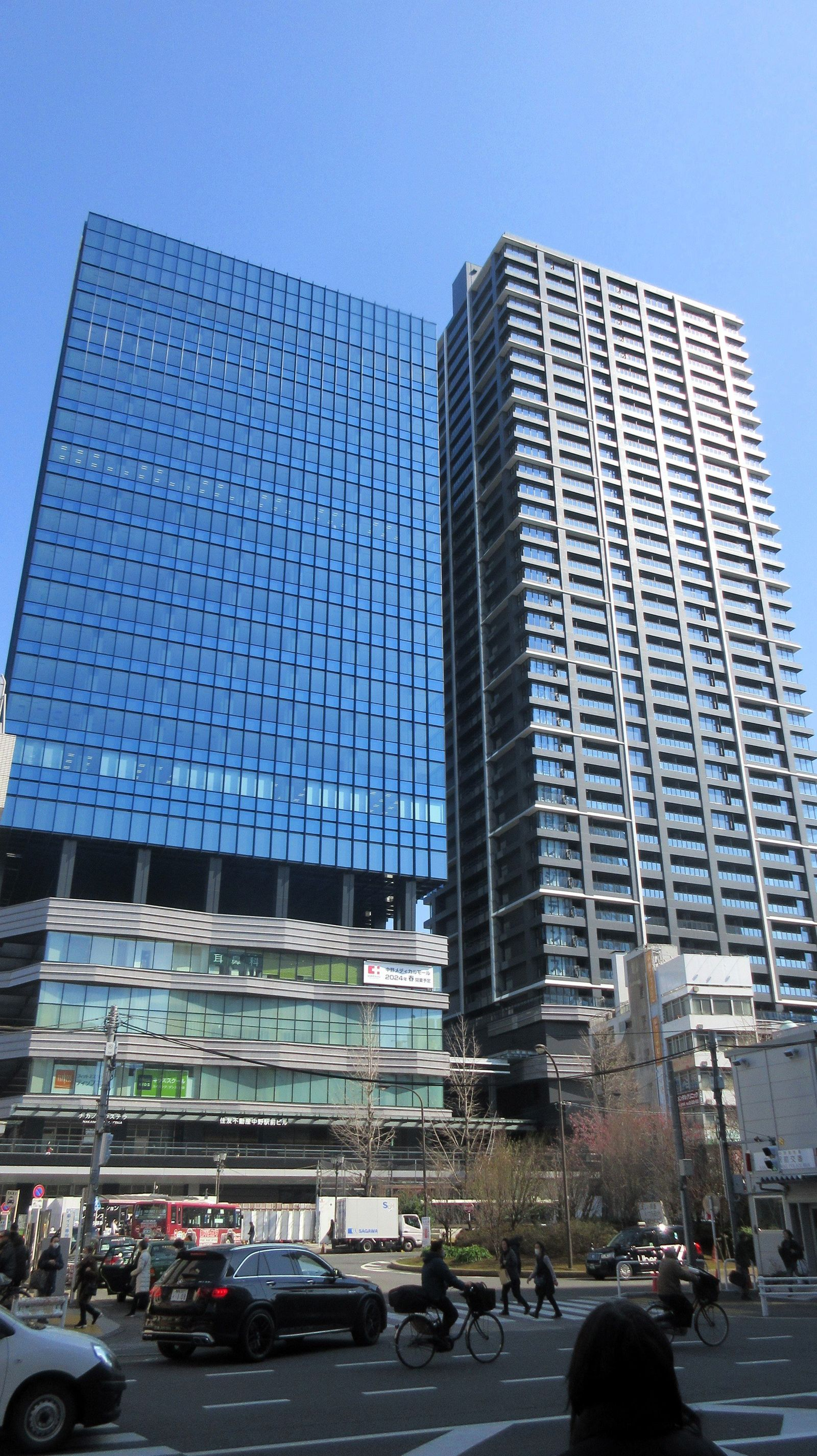
Siedziba studia Bug Films w Nakano

Bug Films (jap. 株式会社バグフィルム Kabushiki-gaisha Bagu Firumu) – japońskie studio animacji założone 22 września 2021 roku jako spółka zależna Twin Engine.

## Historia
Studio Bug Films zostało założone we wrześniu 2021 roku przez Hiroakiego Kojimę, producenta pracującego wówczas w OLM, który zajmował się produkcją anime Mix, Major 2nd oraz Bungō to Alchemist: Shinpan no haguruma dla tego studia. Większość zespołu Bug Films stanowią byli członkowie działu produkcyjnego OLM.
W pierwszym roku działalności studio skupiało się na realizacji wcześniejszych zobowiązań Kojimy w OLM, współtworząc anime Komi Can’t Communicate oraz Tajemnica wyspy. W projektach tych Bug Films było czasami wymieniane w napisach jako studio współpracujące.
Kojima założył Bug Films z misją „tworzenia dzieł godnych widza”. Powstanie studia wpisuje się także w strategię Twin Engine, której celem jest „wzmocnienie łańcucha produkcyjnego w celu osiągnięcia globalnej ekspansji”.

## Produkcje

### Seriale telewizyjne
- 100 rzeczy do zrobienia zanim zostanę zombie (2023)[4]
- Atelier spiczastych kapeluszy (2025)[5]

### Koprodukcje
- Komi Can’t Communicate (2021, jako OLM TEAM KOJIMA)
- Tajemnica wyspy (2022, jako OLM TEAM KOJIMA)